# Leichtathletik-Europameisterschaften 2022/4 × 400 m der Frauen

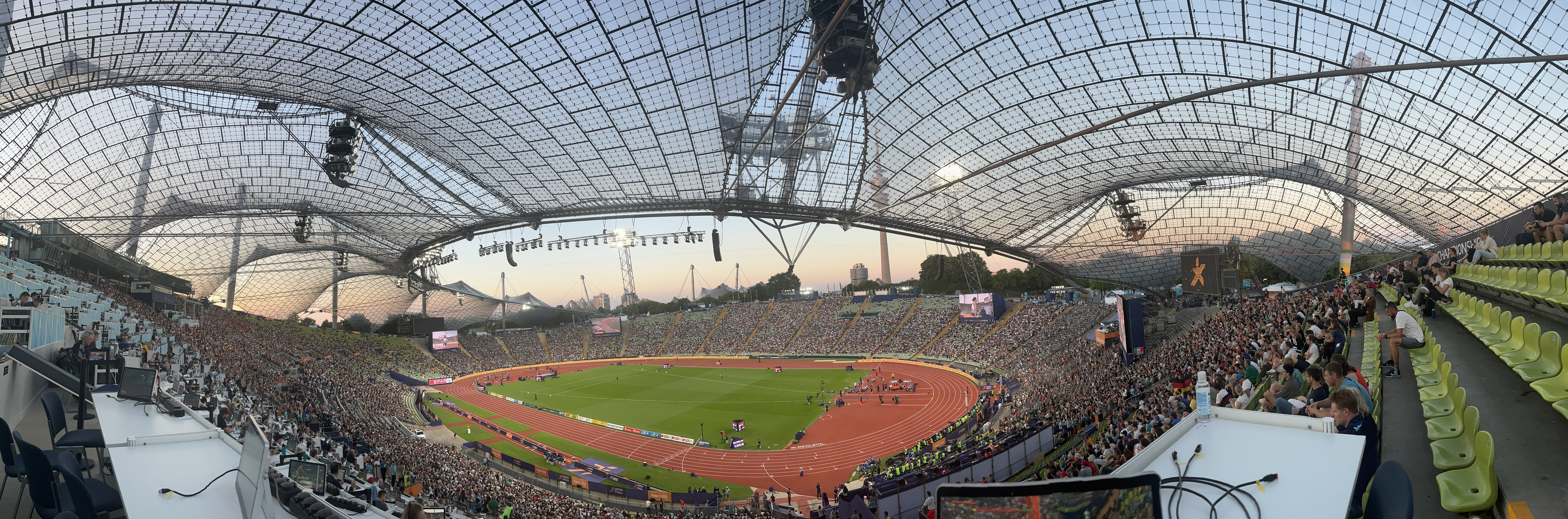
Das Olympiastadion in München während der Europameisterschaften 2022

Die 4-mal-400-Meter-Staffel der Frauen bei den Leichtathletik-Europameisterschaften 2022 wurde am 19. und 20. August 2022 im Olympiastadion der deutschen Stadt München ausgetragen.
Europameister wurde die Staffel aus den Niederlanden mit Eveline Saalberg (Finale), Lieke Klaver, Lisanne de Witte und Femke Bol (Finale) sowie den im Vorlauf außerdem eingesetzten Andrea Bouma und Laura de Witte.

Den zweiten Platz belegte Polen in der Besetzung Anna Kiełbasińska (Finale), Iga Baumgart-Witan (Finale), Justyna Święty-Ersetic und Natalia Kaczmarek sowie den im Vorlauf außerdem eingesetzten Kinga Gacka und Małgorzata Hołub-Kowalik.

Bronze ging an Großbritannien mit Victoria Ohuruogu (Finale), Ama Pipi, Jodie Williams (Finale) und Nicole Yeargin sowie den im Vorlauf außerdem eingesetzten Zoey Clark und Laviai Nielsen.
Auch die nur im Vorlauf eingesetzten Läuferinnen erhielten entsprechendes Edelmetall. Rekorde und Bestleistungen standen dagegen nur den tatsächlich laufenden Athletinnen zu.

## Rekorde

### Bestehende Rekorde
| Weltrekord           | 3:15,17 min | Sowjetunion (Tatjana Ledowskaja, Olga Nasarowa, Marija Pinigina, Olha Bryshina) | OS Seoul, Südkorea           | 1. Oktober 1988 |
| Europarekord         | 3:15,17 min | Sowjetunion (Tatjana Ledowskaja, Olga Nasarowa, Marija Pinigina, Olha Bryshina) | OS Seoul, Südkorea           | 1. Oktober 1988 |
| Meisterschaftsrekord | 3:16,87 min | DDR (Kirsten Emmelmann, Sabine Busch, Petra Müller, Marita Koch)                | EM Stuttgart, BR Deutschland | 31. August 1986 |

Der bestehende EM-Rekord wurde bei diesen Europameisterschaften nicht erreicht. Die schnellste Zeit erzielte Europameister Niederlande in der Besetzung Eveline Saalberg, Lieke Klaver, Lisanne de Witte und Femke Bol mit 3:20,87 min, womit das Quartett eine neue europäische Jahresbestleistung aufstellte und genau vier Sekunden über dem Rekord blieb. Zum Europa-, gleichzeitig Weltrekord fehlten 5,70 Sekunden.

### Rekordverbesserungen
Es wurden zwei neue Landesrekorde aufgestellt:
- 3:26,06 min – Irland (Sophie Becker, Phil Healy, Rhasidat Adeleke, Sharlene Mawdsley), zweiter Vorlauf am 19. August
- 3:22,12 min – Belgien (Cynthia Bolingo Mbongo, Hanne Claes, Helena Ponette, Camille Laus), Finale am 20. August

## Legende
Kurze Übersicht zur Bedeutung der Symbolik – so üblicherweise auch in sonstigen Veröffentlichungen verwendet:
| EL  | Europajahresbestleistung       |
| DSQ | disqualifiziert                |
| IWR | Internationale Wettkampfregeln |
| TR  | Technische Regeln              |

## Vorrunde
19. August 2022
Die Vorrunde wurde in zwei Läufen durchgeführt. Die ersten drei Staffeln pro Lauf – hellblau unterlegt – sowie die darüber hinaus zwei zeitschnellsten Teams – hellgrün unterlegt – qualifizierten sich für das Finale.

### Vorlauf 1
19. August 2022, 11:40 Uhr MESZ
| Platz | Staffel        | Besetzung                                                                                         | Zeit (min)                     |
| ----- | -------------- | ------------------------------------------------------------------------------------------------- | ------------------------------ |
| 1     | Großbritannien | Zoey Clark (Vorlauf) Ama Pipi Nicole Yeargin Laviai Nielsen (Vorlauf)                             | 3:23,79                        |
| 2     | Belgien        | Naomi Van Den Broeck (Vorlauf) Imke Vervaet (Vorlauf) Helena Ponette Camille Laus                 | 3:25,44                        |
| 3     | Polen          | Kinga Gacka (Vorlauf) Małgorzata Hołub-Kowalik (Vorlauf) Justyna Święty-Ersetic Natalia Kaczmarek | 3:26,05                        |
| 4     | Spanien        | Eva Santidrián Aauri Bokesa Berta Segura Laura Hernández (Vorlauf)                                | 3:27,76                        |
| 5     | Italien        | Anna Polinari Raphaela Lukudo Virginia Troiani Alice Mangione                                     | 3:28,14                        |
| 6     | Ungarn         | Evelin Nádházy Bianka Bartha-Kéri Fanni Rapai Janka Molnár                                        | 3:29,39                        |
| 7     | Norwegen       | Linn Oppegaard Elisabeth Slettum Line Kloster Nora Kollerød Wold                                  | 3:31,36                        |
| DSQ   | Tschechien     | Tereza Petržilková Nikoleta Jíchová Martina Hofmanová Lada Vondrová                               | IWR 170, TR24.8 Stab- übergabe |

### Vorlauf 2
19. August 2022, 11:51 Uhr MESZ
| Platz | Staffel      | Besetzung                                                                     | Zeit (min) |
| ----- | ------------ | ----------------------------------------------------------------------------- | ---------- |
| 1     | Niederlande  | Andrea Bouma (Vorlauf) Lieke Klaver Laura de Witte (Vorlauf) Lisanne de Witte | 3:25,84    |
| 2     | Irland       | Sophie Becker Phil Healy Rhasidat Adeleke Sharlene Mawdsley                   | 3:26,06 NR |
| 3     | Schweiz      | Silke Lemmens Julia Niederberger Annina Fahr Sarah King                       | 3:26,83    |
| 4     | Deutschland  | Alica Schmidt Mona Mayer Jessica-Bianca Wessolly (Vorlauf) Luna Thiel         | 3:27,92    |
| 5     | Frankreich   | Sokhna Lacoste Marjorie Veyssiere Diana Iscaye Amandine Brossier              | 3:29,64    |
| 6     | Slowenien    | Agata Zupin Aneja Simončič Maja Pogorevc Anita Horvat                         | 3:31,57    |
| 7     | Griechenland | Korina Politi Andriana Ferra Despina Mourta Dimitra Gnafaki                   | 3:33,33    |
| 8     | Finnland     | Milja Thureson Mette Baas Aino Pulkkinen Kristiina Halonen                    | 3:33,40    |

## Finale
20. August 2022, 21:45 Uhr MESZ
| Platz | Staffel        | Besetzung | Zeit (min) |
| ----- | -------------- | --- | ---------- |
| 1     | Niederlande    | Eveline Saalberg (Finale) Lieke Klaver Lisanne de Witte Femke Bol (Finale) im Vorlauf außerdem: Andrea Bouma Laura de Witte                               | 3:20,87 EL |
| 2     | Polen          | Anna Kiełbasińska (Finale) Iga Baumgart-Witan (Finale) Justyna Święty-Ersetic Natalia Kaczmarek im Vorlauf außerdem: Kinga Gacka Małgorzata Hołub-Kowalik | 3:21,67    |
| 3     | Großbritannien | Victoria Ohuruogu (Finale) Ama Pipi Jodie Williams (Finale) Nicole Yeargin im Vorlauf außerdem: Zoey Clark Laviai Nielsen                                 | 3:21,74    |
| 4     | Belgien        | Cynthia Bolingo Mbongo (Finale) Hanne Claes (Finale) Helena Ponette Camille Laus im Vorlauf außerdem: Naomi Van Den Broeck Imke Vervaet                   | 3:22,12 NR |
| 5     | Deutschland    | Luna Thiel Mona Mayer Alica Schmidt Carolina Krafzik (Finale) im Vorlauf außerdem: Jessica-Bianca Wessolly                                                | 3:26,09    |
| 6     | Irland         | Sophie Becker Phil Healy Rhasidat Adeleke Sharlene Mawdsley                                                                                               | 3:26,63    |
| 7     | Schweiz        | Silke Lemmens Julia Niederberger Annina Fahr Sarah King                                                                                                   | 3:26,94    |
| 8     | Spanien        | Eva Santidrián Aauri Bokesa Berta Segura Sara Gallego (Finale) im Vorlauf außerdem: Laura Hernández                                                       | 3:29,70    |

## Video
- Women's 4x400m Relay Final, Munich 2022, youtube.com, abgerufen am 10. Oktober 2022